# Rio Cafué
Cafué (Kafue) é um rio de 970 km de extensão localizado na Zâmbia que nasce junto da fronteira com a República Democrática do Congo, cerca de 420 km a norte e ligeiramente a oeste da capital, Lusaca. Junto da confluência com o Zambeze, a sul de Lusaca, formou-se o lago Cafué quando se ergueu uma barragem na garganta do rio; mais tarde, na década de 1970, foi construída uma central hidrelétrica. Embora a navegação seja limitada devido aos rápidos, é possível pescar no rio.
Em 1951, foi criado o Parque Nacional do Cafué, que cobre uma área de 22.400 km² e é povoado de animais selvagens, entre os quais elefantes, leões, rinocerontes, crocodilos e águias-pesqueiras, o emblema nacional da Zâmbia.

## Poluição
Na região de Chingola, onde a extração mineral, indústrias e áreas de plantação com o uso de agrotóxicos e fertilizantes, a região está sendo degradada. Segundo as pesquisas da Blacksmith Institute, a região recebe a cidade aproximadamente 70 mil toneladas de resíduos.Tem um projeto de despoluição, mas, tem dificuldade pelo órgão ambiental e o governo não terem recursos suficientes.